# Nantillé
Nantillé is een gemeente in het Franse departement Charente-Maritime (regio Nouvelle-Aquitaine) en telt 278 inwoners (1999). De plaats maakt deel uit van het arrondissement Saint-Jean-d'Angély.

## Geografie
De oppervlakte van Nantillé bedraagt 10,8 km², de bevolkingsdichtheid is 25,7 inwoners per km².
De onderstaande kaart toont de ligging van Nantillé met de belangrijkste infrastructuur en aangrenzende gemeenten.

## Demografie
Onderstaande figuur toont het verloop van het inwonertal (bron: INSEE-tellingen).

## Externe links

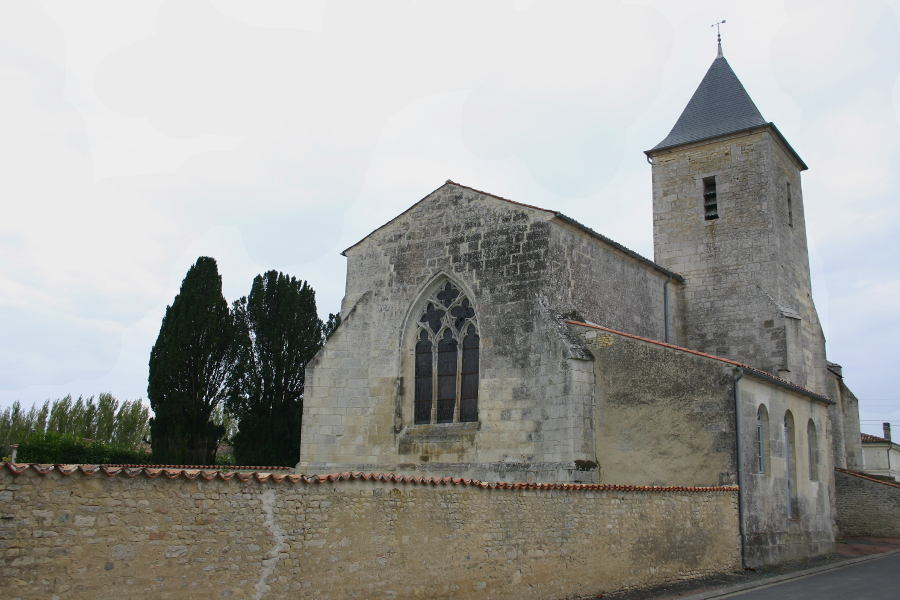
Kerk